# USS Dewey (YFD-1)
L'USS Dewey (YFD-1), était un quai de réparation auxiliaire de type Yard Floating Dock construit en 1905 pour l'US Navy et nommée en l'honneur de l'amiral américain George Dewey. La cale sèche flottante auxiliaire a été remorquée jusqu'à sa station aux Philippines en 1906 et y est restée jusqu'à ce qu'elle soit sabordée par les forces américaines en 1942, pour l'empêcher de tomber entre les mains de l'empire du Japon,.

## Historique

### Construction et conception
Établie au début de 1905 au Bethlehem Sparrows Point Shipyard de Sparrows Point dans le Maryland, Dewey a été lancée le 10 juin 1905. Elle a été baptisée à cette date avec la bouteille de vin traditionnelle par Miss Endicott, la fille du chef de la marine américaine Mordecai T. Endicott.
Dewey était très grande et à la pointe de la technologie à son époque. Dewey mesurait plus de 150 m de long et une surface de pont de travail de 30 m de large. Les parois latérales atteignaient 13 m au-dessus du pont. Elle déplaçait 18 500 tonnes à vide. Les réservoirs des pontons de ballast étaient inondés d'eau pour submerger ou pompés à sec pour soulever le navire. Les parois latérales de 4,30 m de large contenaient une caserne d'équipage, des cabines d'officiers, deux réfectoires, des ateliers d'usinage et une centrale à vapeur pour faire fonctionner les pompes.

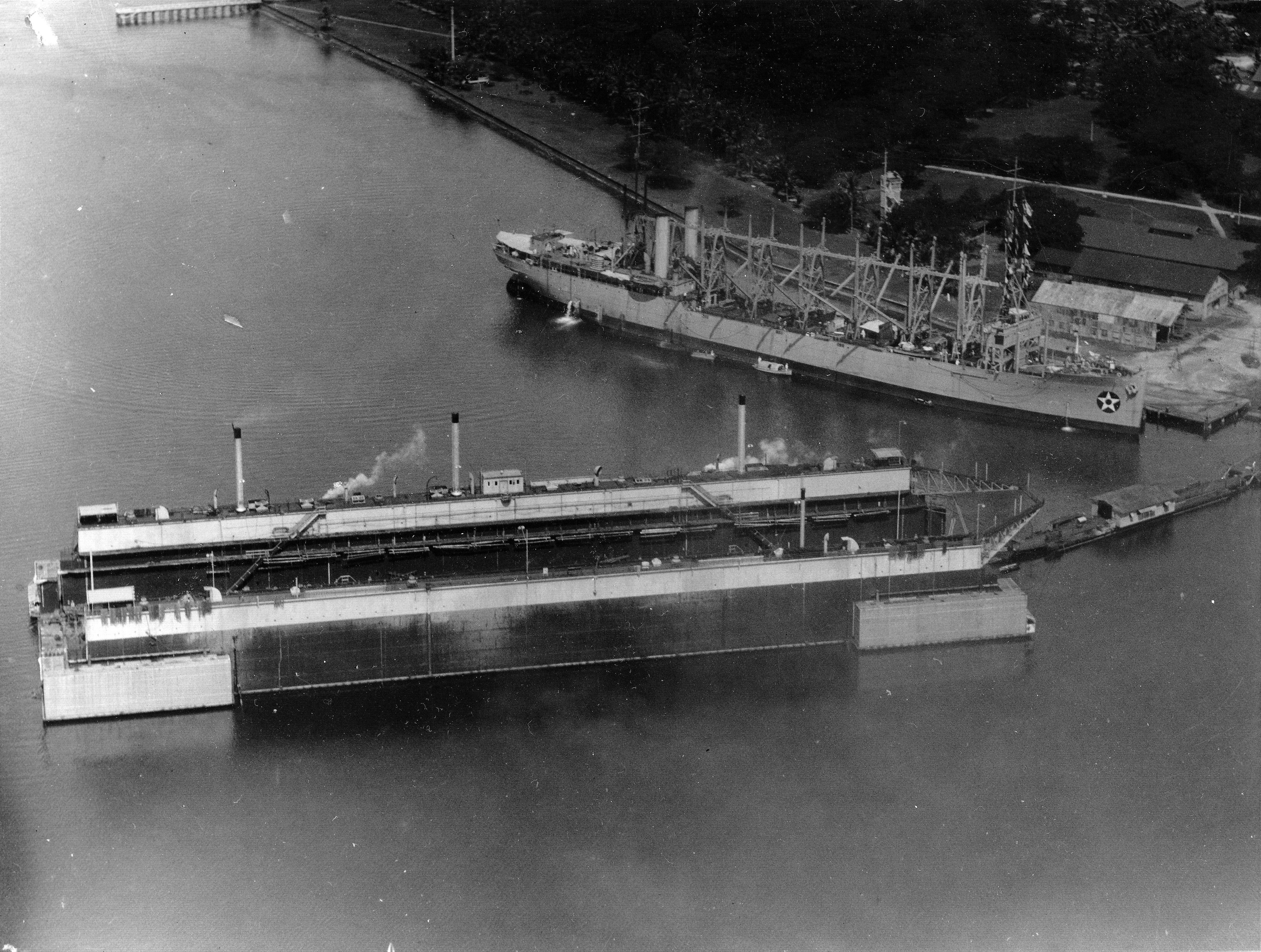
USS Dewey à labase navale de Subic Bay en 1928

Le 28 décembre 1905, Dewey entreprit un voyage vers sa station aux Philippines sous le remorquage des charbonniers USS Caesar et USS Brutus , du navire de ravitaillement USS Glacier et du remorqueur USS Potomac . Le croiseur USS Tacoma aida au remorquage d'une partie du convoi. Quittant Solomons Island (Maryland) sur la rivière Patuxent, le convoi a navigué vers Olongapo aux Philippines, via Las Palmas de Grande Canarie; Port-Saïd en Égypte ; le canal de Suez ; et Singapour. Ils sont arrivés à leur destination, la base navale de Subic Bay, le 10 juillet 1906. Cela constituait à l'époque le travail de remorquage le plus long au monde.

### Première Guerre mondiale
Dewey a été mis en service dans la base navale américaine en baie de Subic à Olongapo et est resté active pendant la Première Guerre mondiale et l'entre-deux-guerres. Dewey a coulé le 24 mai 1910 alors qu'elle recevait un torpilleur. Renflouée en bon état le 29 juin elle est remise en service.

### Seconde Guerre mondiale
Après le déclenchement de la Seconde Guerre mondiale, Dewey a été transférée à Mariveles, dans la province de Bataan, lorsque les forces américaines se sont retirées dans la péninsule de Bataan. Alors que la réalité de la situation des forces américaines devenait évidente, plusieurs navires en bon état, dont le Dewey, reçurent l'ordre de se saborder pour les empêcher de tomber entre les mains de l'Empire japonais. Le 8 avril 1942, l'officier d'amarrage de Dewey, le lieutenant C.J. Weschler, a sabordé la cale sèche. Trois navires endommagés ont également été sabordés avec Dewey; le ravitailleur de sous-marin USS Canopus (AS-9) (en) et le dragueur de mines USS Butor et le remorqueur USS Napa (AT-32) (en).
Elle a ensuite été renflouée par les Japonais et remorquée jusqu'à la baie de Manille, mais a de nouveau été coulée par les forces alliées. Les bombardiers torpilleurs américains Grumman TBF Avenger l'ont attaquée les 12 et 13 novembre 1944, mettant fin à ses 35 ans de service.
Dewey a gagné une étoile de bataille pour son service pendant la Seconde Guerre mondiale.

## Décoration
- Combat Action Ribbon (rétroactif)
- World War I Victory Medal (États-Unis)
- American Defense Service Medal
- American Campaign Medal
- Asiatic-Pacific Campaign Medal
- World War II Victory Medal
- Philippine Defense Medal (en)

## Galerie
|                                          |
| Base de Subic Bay (vue aérienne de 1928) |

|                                   |
| Sous-marins sur USS Dewey en 1912 |

|                                                   |
| USS Galvston sur USS Dewey aux Ph1lippines (1916) |

### Liens connexes
- Liste des navires auxiliaires de l'United States Navy
- Base navale de Subic Bay
- Théâtre du Pacifique de la Seconde Guerre mondiale
- USS YFD-2